# Rhododrilus papaensis
Rhododrilus papaensis är en ringmaskart som beskrevs av Lee 1952. Rhododrilus papaensis ingår i släktet Rhododrilus och familjen Acanthodrilidae. Inga underarter finns listade i Catalogue of Life.